# Copa alemanya d'handbol masculina
La Copa alemanya d'handbol masculina (originalment en alemany, Pokal des Deutschen Handballbundes), també coneguda com DHB-Pokal, és una competició esportiva de clubs d'handbol alemanys. De caràcter anual, fou creada la temporada 1974-75 i és organitzada per la Federació alemanya d'handbol. Fins a la temporada 1991-92, s'ha disputat en diversos formats, primer amb una única final o posteriorment a doble partit. Hi participen tots els clubs de les diferent lligues alemanyes, Bundelisga, 2. Bundesliga, Regionalliga i Oberliga, que disputen la competició en format d'eliminatòries amb una ronda prèvia, setzens, vuitens i quarts de final. Des de la temporada 1992-93, els quatres semifinalistes disputen una fase final en format de final a quatre en un seu neutral durant un cap de setmana, normalment al mes d'abril o maig. El guanyador del torneig és declarat campió de Copa i té dret a participar en les competicions europees i la Supercopa alemanya de la temporada següent.
Des de la temporada 1993-94, la fase final s'ha celebrat sempre a una seu fixa, Hamburg, primer a l'Alsterdorfer Sporthalle entre 1994 i 2002, després al Barclays Arena amb diferents noms per motius de patrocini (Color Line Arena, O₂ World Hamburg, Barclaycard Arena). És considerada com la segona competició de l'handbol alemany, darrere de la Bundesliga.

## Historial
| En negreta = Equip guanyador (1) = Nombre de títols 1-1 = Resultat campió-subcampió (prò.) = Pròrroga (p.) = Penals (A.) = Regla dels gols en camp contrari Nota: Noms dels equips segons l'època |

| Edició  | Temp.   | Data       | Campió                      | Resultat                | Subcampió                      | Seu                           | refs   |
| ------- | ------- | ---------- | --------------------------- | ----------------------- | ------------------------------ | ----------------------------- | ------ |
| I       | 1974-75 | 17-08-1974 | TSV Grün-Weiß Dankersen (1) | 15-14                   | TSV 1896 Rintheim              | Kreissporthalle, Minden       | [ 1 ]  |
| II      | 1975-76 | 04-09-1976 | TSV Grün-Weiß Dankersen (2) | 13-12                   | SG Dietzenbach                 | Stadthalle, Offenbach am Main | [ 2 ]  |
| III     | 1976-77 | 10-06-1977 | VfL Gummersbach (1)         | 16-14                   | TV 05/07 Hüttenberg            | Westfalenhalle, Dortmund      | [ 3 ]  |
| IV      | 1977-78 | 16-06-1978 | VfL Gummersbach (2)         | 14-11                   | TV 05/07 Hüttenberg            | SPH Gießen-Ost, Gießen        | [ 4 ]  |
| V       | 1978-79 | 08-06-1979 | TSV Grün-Weiß Dankersen (3) | 19-14                   | THW Kiel                       | Alsterdorfer SPH, Hamburg     | [ 5 ]  |
| VI      | 1979-80 | 17-05-1980 | TV Großwallstadt (1)        | 17-15                   | TuS Nettelstedt                | SPH Gießen-Ost, Gießen        | [ 6 ]  |
| VII     | 1980-81 | N/D        | TuS Nettelstedt (1)         | 19-15 / 22-17           | VfL Günzburg                   | Günzburg / Lübbecke           | [ 7 ]  |
| VIII    | 1981-82 | N/D        | VfL Gummersbach (3)         | 19-18 / 18-12           | TV Großwallstadt               | Frankfurt del Main / Colònia  | [ 8 ]  |
| IX      | 1982-83 | N/D        | VfL Gummersbach (4)         | 15-14 / 23-16           | TuSEM Essen                    | Essen / Gummersbach           | [ 9 ]  |
| X       | 1983-84 | N/D        | TV Großwallstadt (2)        | 20-17 / 20-14           | Reinickendorfer Füchse         | Berlin Oest / Elsenfeld       | [ 10 ] |
| XI      | 1984-85 | N/D        | VfL Gummersbach (5)         | 16-20 / 26-19           | TV Großwallstadt               | Elsenfeld / Gummersbach       | [ 11 ] |
| XII     | 1985-86 | N/D        | MTSV Schwabing (1)          | 29-32 / 16-18           | VfL Gummersbach                | Gummersbach / Múnic           | [ 12 ] |
| XIII    | 1986-87 | N/D        | TV Großwallstadt (3)        | 22-21 / 16-15 (A.)      | HSG TuRU Düsseldorf            | Krefeld / Elsenfeld           | [ 13 ] |
| XIV     | 1987-88 | N/D        | TUSEM Essen (1)             | 18-25 / 28-21           | SG Wallau-Massenheim           | Rüsselsheim / Essen           | [ 14 ] |
| XV      | 1988-89 | N/D        | TV Großwallstadt (4)        | 21-18 / 21-21           | VfL Gummersbach                | Elsenfeld / Gummersbach       | [ 15 ] |
| XVI     | 1989-90 | N/D        | TSV Milbertshofen (1)       | 12-16 / 17-17           | THW Kiel                       | Kiel / Múnic                  | [ 16 ] |
| XVII    | 1990-91 | N/D        | TUSEM Essen (2)             | 21-16 / 20-17           | TV 08 Niederwürzbach           | Essen / Homburg (Saarland)    | [ 17 ] |
| XVIII   | 1991-92 | N/D        | TUSEM Essen (3)             | 19-20 / 19-20 (5-4, p.) | SG Flensburg-Handewitt         | Flensburg / Essen             | [ 18 ] |
| XIX     | 1992-93 | 06-06-1993 | SG Wallau/Massenheim (1)    | 24-21                   | TSV Bayer Dormagen             | Festhalle, Frankfurt del Main | [ 19 ] |
| XX      | 1993-94 | 12-05-1994 | SG Wallau/Massenheim (2)    | 17-14                   | SG Flensburg-Handewitt         | Alsterdorfer SPH, Hamburg     | [ 20 ] |
| XXI     | 1994-95 | 02-04-1995 | TBV Lemgo (1)               | 24-18                   | HSV Düsseldorf                 | Alsterdorfer SPH, Hamburg     | [ 21 ] |
| XXII    | 1995-96 | 01-05-1996 | SC Magdeburg (1)            | 20-18                   | TUSEM Essen                    | Alsterdorfer SPH, Hamburg     | [ 22 ] |
| XXIII   | 1996-97 | 09-03-1997 | TBV Lemgo (2)               | 28-23                   | HSG Dutenhofen/Münchholzhausen | Alsterdorfer SPH, Hamburg     | [ 23 ] |
| XXIV    | 1997-98 | 05-04-1998 | THW Kiel (1)                | 30-15                   | TV Niederwürzbach              | Alsterdorfer SPH, Hamburg     | [ 24 ] |
| XXV     | 1998-99 | 28-03-1999 | THW Kiel (2)                | 28-19                   | TBV Lemgo                      | Alsterdorfer SPH, Hamburg     | [ 25 ] |
| XXVI    | 1999-00 | 02-04-2000 | THW Kiel (3)                | 26-25 (prò.)            | SG Flensburg-Handewitt         | Alsterdorfer SPH, Hamburg     | [ 26 ] |
| XXVII   | 2000-01 | 27-05-2001 | VfL Bad Schwartau (1)       | 26-22                   | HSG Wetzlar                    | Alsterdorfer SPH, Hamburg     | [ 27 ] |
| XXVIII  | 2001-02 | 07-04-2002 | TBV Lemgo (3)               | 25-23                   | SC Magdeburg                   | Alsterdorfer SPH, Hamburg     | [ 28 ] |
| XXIX    | 2002-03 | 13-04-2003 | SG Flensburg-Handewitt (1)  | 31-30 (prò.)            | TUSEM Essen                    | Color Line Arena, Hamburg     | [ 29 ] |
| XXX     | 2003-04 | 02-05-2004 | SG Flensburg-Handewitt (2)  | 29-23                   | HSV Hamburg                    | Color Line Arena, Hamburg     | [ 30 ] |
| XXXI    | 2004-05 | 17-04-2005 | SG Flensburg-Handewitt (3)  | 33-31                   | THW Kiel                       | Color Line Arena, Hamburg     | [ 31 ] |
| XXXII   | 2005-06 | 09-04-2006 | HSV Hamburg (1)             | 26-25                   | Rhein-Neckar Löwen             | Color Line Arena, Hamburg     | [ 32 ] |
| XXXIII  | 2006-07 | 14-04-2007 | THW Kiel (4)                | 33-31                   | Rhein-Neckar Löwen             | Color Line Arena, Hamburg     | [ 33 ] |
| XXXIV   | 2007-08 | 30-03-2008 | THW Kiel (5)                | 32-29                   | HSV Hamburg                    | Color Line Arena, Hamburg     | [ 34 ] |
| XXXV    | 2008-09 | 10-05-2009 | THW Kiel (6)                | 30-24                   | VfL Gummersbach                | Color Line Arena, Hamburg     | [ 35 ] |
| XXXVI   | 2009-10 | 11-04-2010 | HSV Hamburg (2)             | 34-33 (prò.)            | Rhein-Neckar Löwen             | Color Line Arena, Hamburg     | [ 36 ] |
| XXXVII  | 2010-11 | 08-05-2011 | THW Kiel (7)                | 30-24                   | SG Flensburg-Handewitt         | O₂ World Hamburg              | [ 37 ] |
| XXXVIII | 2011-12 | 06-05-2012 | THW Kiel (8)                | 33-31                   | SG Flensburg-Handewitt         | O₂ World Hamburg              | [ 38 ] |
| XXXIX   | 2012-13 | 14-04-2013 | THW Kiel (9)                | 33-30                   | SG Flensburg-Handewitt         | O₂ World Hamburg              | [ 39 ] |
| XL      | 2013-14 | 13-04-2014 | Füchse Berlin (1)           | 22-21                   | SG Flensburg-Handewitt         | O₂ World Hamburg              | [ 40 ] |
| XLI     | 2014-15 | 10-05-2015 | SG Flensburg-Handewitt (4)  | 27-27 (5-4, p.)         | SC Magdeburg                   | O₂ World Hamburg              | [ 41 ] |
| XLII    | 2015-16 | 01-05-2016 | SC Magdeburg (2)            | 32-30                   | SG Flensburg-Handewitt         | Barclaycard Arena, Hamburg    | [ 42 ] |
| XLIII   | 2016-17 | 09-04-2017 | THW Kiel (10)               | 29-23                   | SG Flensburg-Handewitt         | Barclaycard Arena, Hamburg    | [ 43 ] |
| XLIV    | 2017-18 | 06-05-2018 | Rhein-Neckar Löwen (1)      | 30-26                   | TSV Hannover-Burgdorf          | Barclaycard Arena, Hamburg    | [ 44 ] |
| XLV     | 2018-19 | 07-04-2019 | THW Kiel (11)               | 28-24                   | SC Magdeburg                   | Barclaycard Arena, Hamburg    | [ 45 ] |
| XLVI    | 2019-20 | 06-06-2021 | TBV Lemgo (3)               | 28-24                   | MT Melsungen                   | Barclaycard Arena, Hamburg    | [ 46 ] |
| XLVII   | 2021-22 | 24-04-2022 | THW Kiel (12)               | 28-21                   | SC Magdeburg                   | Barclays Arena, Hamburg       | [ 47 ] |
| XLVIII  | 2022-23 | 16-04-2023 | Rhein-Neckar Löwen (2)      | 31-31 (5-3, p.)         | SC Magdeburg                   | Lanxess Arena, Colònia        | [ 48 ] |